# Tanganicodus irsacae
Tanganicodus irsacae és una espècie de peix de la família dels cíclids i de l'ordre dels perciformes.

## Morfologia
- Els mascles poden assolir 7 cm de longitud total.[1][2]

## Alimentació
Menja els petits crustacis que troba a les roques.

## Depredadors
És depredat per Plecodus straeleni.

## Hàbitat
Viu en zones de clima tropical entre 24 °C-28 °C de temperatura.

## Distribució geogràfica
Es troba a Àfrica: és endèmic de la meitat nord del llac Tanganyika.